# Shamrock (Texas)
Shamrock é uma cidade localizada no estado norte-americano do Texas, no Condado de Wheeler.

## Demografia
Segundo o censo norte-americano de 2000, a sua população era de 2029 habitantes.
Em 2006, foi estimada uma população de 1855, um decréscimo de 174 (-8.6%).

## Geografia
De acordo com o United States Census Bureau tem uma área de
5,4 km², dos quais 5,4 km² cobertos por terra e 0,0 km² cobertos por água.

## Localidades na vizinhança
O diagrama seguinte representa as localidades num raio de 36 km ao redor de Shamrock.